# Cosme Vidal i Rosich
Cosme Vidal i Rosich, més conegut com a Josep Aladern (Alcover, l'Alt Camp, 28 de desembre de 1869 - Barcelona, 16 d'octubre de 1918) va ser un escriptor i editor català d'ideologia republicana i federal que es va destacar per les seves aportacions al Modernisme literari, pels seus articles a la premsa de l'època i per la creació de diverses revistes, com ara La Nova Cathalunya, En Patufet i Occitània. Era el germà del poeta Plàcid Vidal i Rosich.

## Biografia
Amb més entusiasme que coneixement moltes vegades, va conrear tota mena de temes de literatura, política, filologia i folklore. L'any 1889 començà a publicar al diari catalanista reusenc Lo Somatent, que va ser la tribuna des d'on va divulgar assaigs, cròniques d'actualitat i composicions literàries fins a la desaparició del diari el 1903. El 1890 marxà a Barcelona, on va conèixer els literats del moment. Amb el poeta de Falset Ricard Català Marsal, va viatjar a València i a Madrid, on va iniciar-se en l'ofici d'impressor. A finals de 1891 van fundar els dos amics, a Falset, la "Biblioteca Lo Modernisme", de curta durada. El 1891 va sortir el seu llibre de poemes Sagramental, de contingut anarquista i anticlerical. El 1893 s'instal·là a Reus, on va provar un negoci industrial que fracassà. Mentre era a Reus va publicar diversos articles al periòdic La República Federal, afí a la seva ideologia, i va fer sortir dos números de La Gent del Llamp, una revista literària de contingut modernista. El 1894 traduí, per encàrrec del seu amic Pompeu Gener obres d'Ibsen, del francès al castellà. Participà en la tercera Festa Modernista de Sitges i en el certamen d'inauguració del Cau Ferrat. El 1895 s'instal·là a Sitges, on li van demanar que imprimís La Voz de Sitges. El 1897 s'instal·là per segona vegada a Reus, on va entrar a la redacció de Lo Somatent i va obrir la impremta i llibreria "La Regional". Al voltant de la tertúlia d'aquesta botiga es va formar el Grup modernista de Reus o simplement "La colla de ca l'Aladern". A més de tertúlia, "La Regional" servia de redacció de les revistes que els joves modernistes feien sortir: Reus Tranquil, Lo Ventall, Lo Lliri, i d'altres. El 1898 va reprendre a Reus la publicació de La Nova Cathalunya, sortida primerament a Sitges, i després a Alcover, on tenia la Impremta La Saura. Aquesta publicació va ser el periòdic on els modernistes reusencs es van expressar millor. El 1899 es traslladà a Barcelona i treballà a La Veu de Catalunya com a redactor i corrector de proves, i compaginà la feina amb treballs d'impremta i participant en les revistes de l'època. Fundà algunes revistes satíriques, com El Rector de Vallfogona. Alguns anys després va ser el fundador amb Aureli Capmany de la revista infantil En Patufet el 1904 i amb l'occità Prospèr Estieu la revista Occitània (Revista literaria y social de les terres de Llengua d'Oc) el 1905. El 1906 va fundar la revista Catalònia, amb el mateix títol que una important revista modernista que ja havia desaparegut, on publicà articles de gramàtica i lingüística i organitzà "L'homenatge dels catalans a Ibsen" amb motiu de la seva mort. El 1909 tornà a Reus cridat pels editors de Foment per imprimir-lo i on també va publicar la revista El Rossinyol. Va tenir desavinences amb Foment i començà la col·laboració, de Reus estant, amb el periòdic lerrouxista El Progreso amb una secció en català "L'Anticivilisme". Tornat a Barcelona, s'incorporà a la redacció de El Progreso i el 1910 era director del Diccionari enciclopèdic de la casa Salvat.
Va morir a Barcelona el 16 d'octubre de 1918.
Els seus amics i companys l'any 1921, tres anys després de la seva mort, li van dedicar a Barcelona un homenatge que després van recollir en llibre, on li van atribuir aquestes paraules: "Preneu exemple de la meva voluntat; no pas de la meva obra, que és sols imatge de ço que haguera volgut fer".
Miquel Ventura, membre de la Colla de ca l'Aladern, el recorda així: "L'Aladern era un autodidacte i un entusiasta de l'autodidacticisme […] Estava imbuït d'un catalanisme esquerp, i anarquitzant que encomanava a la colla intel·lectual que el tenia per capità".
Els atacs a la religió i l'anticlericalisme, així com un component anarquista es fan notar en algunes de les seves publicacions, com les Odes paganes (Barcelona, 1903) i El Déu del mal (Reus, 1898). L'anarquisme no es contradeia amb un catalanisme radical. Puig i Ferreter explica a Camins de França la reacció dels tertulians de la llibreria "La Regional" quan es va saber la derrota espanyola a Santiago de Cuba: "A la llibreria hi havia la colla, encapçalada per l'Aladern, que celebrava amb joiós entusiasme, difícil de preveure per un estudiantet de setze anys, la definitiva derrota d'Espanya i l'enfonsament dels seus vaixells per l'esquadra americana". El declivi colonial semblava que podia portar el desmembrament de l'imperi espanyol i la independència de Catalunya.

## Obres
- Diccionari popular de la llengua catalana. Barcelona: F. Baxarias, 1904-1906. 4 volums
- Los misteris de la llengua catalana esbrinats. Barcelona: Tipografia Catalana, 1906
- Verdaguer reivindicat: aplech d'autorisadas opinions. Barcelona: Lo Teatro Regional, 1896
- Sagramental: poesias modernas precedidas de un estudi crítich per Pompeyo Gener. Reus: Imp. de Celestí Ferrando, 1891
- Impietats: poesias escullidas. Falset: Estampa de Manel Ferré, 1891
- La gent del llamp: recorts del Camp de Tarragona. Barcelona: Tip. l'Avenç, 1903
- Regles concretes de ortografia catalana per escriure ab tota correcció l'idioma catalá. Reus: Imprempta del autor, 1910 («exemplar digitalitzat».)
- Més gent del llamp. Barcelona: Ilustració Catalana, 1917